# Juegos Olímpicos de Cortina d'Ampezzo 1944
Los Juegos Olímpicos de Cortina d'Ampezzo 1944, que oficialmente habrían sido conocidos como V Juegos Olímpicos de Invierno (debido a la cancelación de Garmisch-Partenkirchen 1940), debían haber sido un evento multideportivo internacional celebrado en Cortina d'Ampezzo, Italia, en febrero de 1944. Sin embargo, los Juegos fueron cancelados debido a la Segunda Guerra Mundial.
Cortina d'Ampezzo obtuvo la sede de los Juegos en junio de 1939. No obstante, el estallido de la Segunda Guerra llevó a que en 1941 los Juegos fueran cancelados. Finalmente, los V Juegos Olímpicos de Invierno se celebraron en Sankt Moritz, Suiza, en febrero de 1948. Cortina d'Ampezzo celebró los Juegos Olímpicos de Invierno de 1956.